# Динамо (футбольный клуб, Ярославль)
«Динамо» — советский футбольный клуб из Ярославля.

## История
Клуб основан не позднее 1937 года в городе Ярославль при Добровольном спортивном обществе «Динамо». «Динамо» (Ярославль) чемпион Ярославской области в 1945, 1946, 1947 и 1948 году. «Динамо» (Ярославль) первая команда, представляющая Ярославскую область в чемпионате СССР по футболу. Дебютант чемпионата СССР в 1946 году Третья группа, Центральная зона. После 1946 года команда выбыла из чемпионата СССР по футболу и принимала участие только в розыгрыше Чемпионата и Кубка РСФСР среди клубов КФК. Также клуб принимал участие в региональных соревнованиях. Последнее упоминание клуба в 1953 году в розыгрыше Кубка РСФСР среди команд КФК.

## История футбола в Ярославской области до 1940 года
Ярославский футбол берёт своё начало с Дореволюционной России, когда была создана первая футбольная команда на льняной фабрике Локалова — «Чайка». В 1907 году проведён первый футбольный матч между командами «Железнодорожный кружок футболистов» и «Молодая жизнь». Любительские команды существовали при спортивных обществах, юношеские — в реальном училище, мужской гимназии и кадетском корпусе. В Ярославской губернии играли в футбол в Рыбинске, Данилове, Мышкине. В 1911 году состоялся матч между командами Ярославля и Костромы, где победила команда Ярославля. После Октябрьской революции в Ярославле существовало несколько футбольных команд. Самыми сильными были «Спарта» и «Унион». В 1923 году они слились в ОКС (Объединенный клуб спорта), получивший позднее название Спортивного Клуба Железнодорожников (СКЖ). Кроме «СКЖ», в Ярославле были клубы «Марс», «Красный Перекоп» и «Факел». Все эти команды были ведомственными и относились к ведущим городским предприятиям. С 30-х же годов регулярно проводилось первенство Ярославской области по футболу. Созданная в 30-е годы команда «Динамо» вплоть до войны была сильнейшей в городе. Чемпионат Ярославской области проводится с 1936 года. Чемпионами становились «Локомотив» (Ярославль), «Динамо» (Ярославль). Первое выступление ярославских команд на всесоюзных соревнованиях было в 1937 году — команды «Крылья Советов» (Рыбинск) и «Локомотив» (Ярославль) приняли участие в розыгрыше Кубка СССР. В 1939 году в розыгрыше Кубка РСФСР приняли участие команды «Крылья Советов» (Рыбинск), «Каучук» (Ярославль) и «Локомотив» (Ярославль). В 1940 году в розыгрыше Кубка РСФСР приняла участие «Локомотив» (Ярославль).

## Достижения
- 8 место в чемпионате СССР по футболу 1946 года Третья группа, центральная зона.
- Чемпион Ярославской области в 1945, 1946, 1947 и 1948 году.

| Уровень в системе лиг | № чемпионата | Лига                                      | место   | И  | В | Н | П  | М     | О |
| 3                     | 8            | Третья группа. Центральная зона. 1946 год | 7 из 10 | 16 | 2 | 2 | 12 | 26-53 | 6 |